# 이일형 (영화 감독)
이일형(1981년 ~ )는 대한민국의 영화 감독이다.

## 경력
오랫동안 강제규, 윤종빈 감독의 조감독으로 일했으며, 2016년 영화 《검사외전》으로 데뷔했다.

## 작품
- 2008년 《비스티 보이즈》 - 각본, 조연출
- 2011년 《마이 웨이》 - 조연출
- 2014년 《군도: 민란의 시대》 - 각본, 조연출
- 2016년 《검사외전》 - 각본, 연출
- 2020년 《리멤버》 - 연출